# ويجا
لوح ويجا (بالإنجليزية: Ouija)‏ والمعروف أيضاً بلوح الروح أو لوح الحديث يتكون من كلمتين (فرنسية)oui و ja (هولندية/ألمانية) وكلاهما تعنيان «نعم». هو لوح مسطح مرسوم عليه كل الأحرف الأبجدية والأرقام من 0-9 وعبارتي «نعم» و«لا» وكلمتي «مرحباً» و«وداعاً» مع رموز أخرى ويحتوي على مؤشر متحرك على شكل قلب صغير من الخشب مثقوب من المنتصف يستخدم لنقل رسالة إلى الأرواح عبر هجاء الكلمات على اللوح. حيث يقوم المشاركان بوضع أصبعيهم على المؤشر ويحركوه حسب الإجابات فاذا قمت مثلا بوضع غمامة على عين الشخصين المحركين للمؤشر ستكون حركة المؤشر غير ذات معنى.
تم تقديمه تجارياً من قبل رجل الأعمال الأمريكي إيليا بوند في 1 يوليو 1890، وكانت تُعتبر لعبة صالون غير مؤذية إلى أن استخدمها الروحاني الأمريكي بيرل كوران كأداة للتكهن خلال الحرب العالمية الأولى.
ربطت الأديان وبعض السحرة الويجا مع المس الشيطاني، ويعتبر إستخدامها تهديداً للروح. لكن على الرغم من خطورتها وانتقادها من المجتمع العلمي، واعتبارها شيطانية من قبل المسيحيين إلا أنها تلقى رواجاً بين كثير من الناس.

## التاريخ

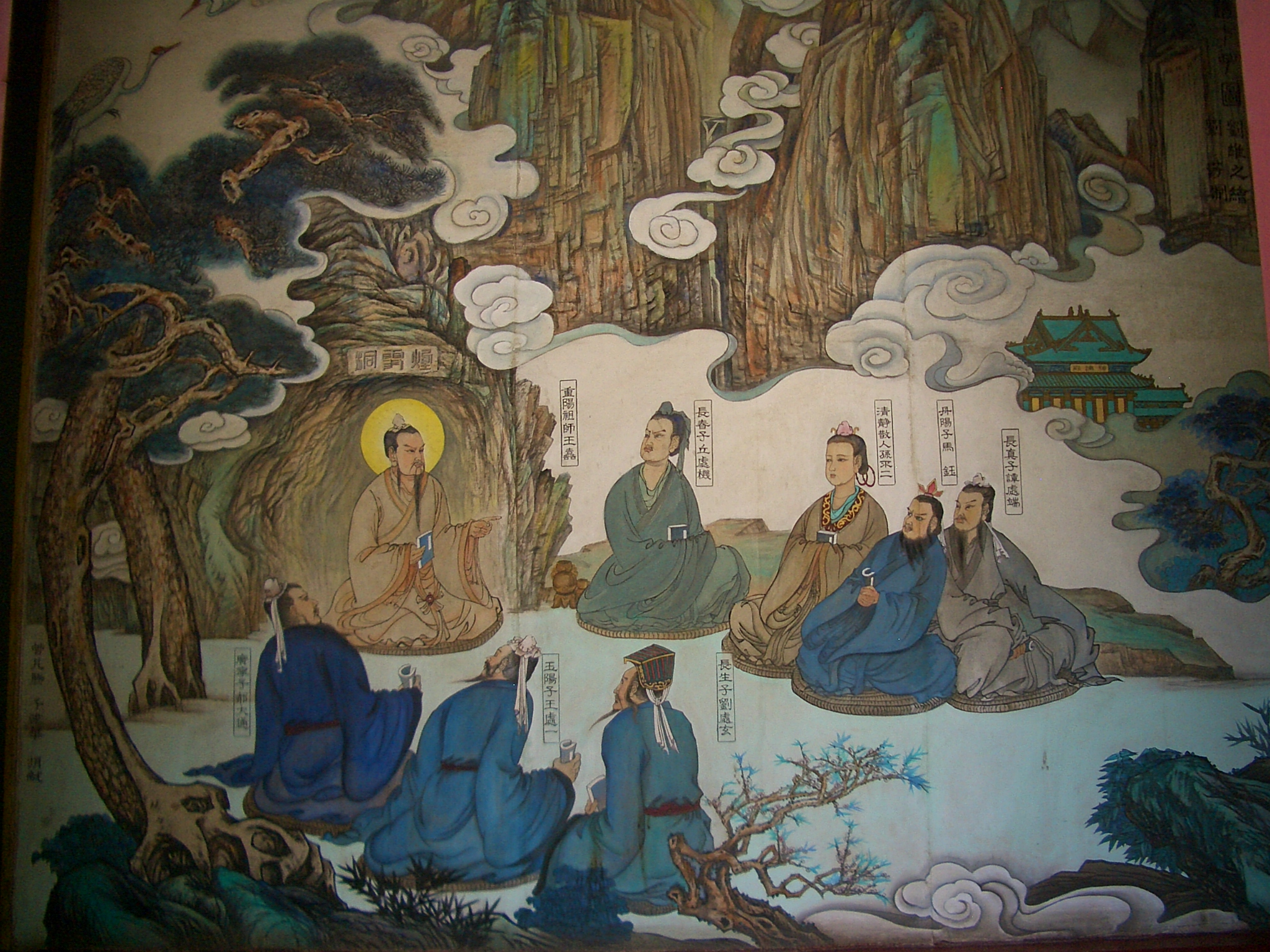
وانغ تشونغيانغ، مؤسس مدرسة تشيوان في ووهان

أقدم الألواح المشابه لويجا يرجع الي عام 1200 ق.م في الصين ، وتم العثور على ويجا مكتوبة بالطريقة الصينية تعود للعام 1100 بعد الميلاد، في وثائق تاريخية تعود لعهد أسرة سونغ. الأسلوب كان يعرف باسم فوجي (بالصينية: 扶乩) للإتصال مع الموتى وعالم الروح في إطار طقوس خاصة وإشراف. مركز الويجا كانت في مدرسة تشيوان وكان ممنوعاً من قبل سلالة تشينغ.
كما مورست الويجا على نطاق واسع في أساليب مماثلة للصينية في كل من الهند القديمة، والإمبراطورية الرومانية، واليونان، والعصور الوسطى في أوروبا.

## الشكل والاستخدام
تصنع ويجا كلوح خشبي مسطح تكتب عليه كافة الأحرف والأعداد المستعملة في لغة المستخدم في صفين أو ثلاثة وكي تتصور هذه اللوحة بشكل أفضل تخيلها بمساحة الشهادة الدراسية كتب عليها من اليمين لليسار أ ب ت ث... - في النسخ العربية- أو من اليسار لليمين A B C D... وتحت هذه الأحرف - التي تكتب كصف مقوس إلى الأعلى - يوجد صف مستقيم من الأعداد من صفرال9 أما زاويتها العليا يمين فتضم كلمة نعم، وزاويتها العليا اليسرى كلمة لا. وفوق اللوحة بأكملها تتحرك قطعة مسطحة صغيره ككف الطفل يوجد في وسطها ثقب بحيث يظهر من خلاله حرف أو رقم واحد فقط.
يفترض هنا أن يجلس حول اللوحة شخصان أو أكثر يمسان بأطراف أصابعهما القطعة المثقوبة المتحركة، ثم يعمدان إلى مناداة الروح المزعومة بقول قام ويجا حتى يتحرك المؤشر إلى كلمه نعم ومن هنا تعرف ان الروح المزعوم مناداتها قد وافقت ان تشاركك التحدث لسؤالها عن غرض معين. وحين يبدأ الاتصال المزعوم وإلقاء الجواب يحرك أحد الشخصين القطعة المثقوبة فوق اللوحة كاشفة عن حرف أو رقم معين - يظهر للعيان من خلال الثقب - والأحرف التي تتوقف عليها يتم جمعها لتشكيل رسالة كاملة، وقد لا تكون سوى كلمة نعم أو لا. ويفترض هنا أن تجيب الأرواح المزعومة من خلال «اختيارها» للأحرف على أي سؤال يطرح عليها ولكن المؤشر لا يتحرك من تلقاء نفسه، يتحرك فقط بعد أن يضع المشاركان أصبعيهم عليه ويقومان بتحريكه فعليا.
كالعديد من الظواهر التي ينتج عنها حركات يزعم انها من ارواح أو أموات كالكتابة التلقائية، تعزى حركة المؤشر في ألواح ويجا فاذا قمت مثلا بوضع غمامة على عين الشخصين المحركين للمؤشر ستكون حركة المؤشر غير ذات معني.

## الانتقادات

### الأديان
إنتُقدت الويجا بشدة من معظم الأديان ومنهم المسيحيون، وخصوصاً الإنجيليون في أمريكا. في عام 2001 أُحرقت ألواح ويجا في ألاموغوردو، نيومكسيكو من قِبل الجماعات الأصولية جنباً إلى جنب مع كتاب هاري بوتر لأنه يملك رموز سحرية. وقد أعربت الانتقادات الدينية عن اعتقادها بأن ألواح الويجا تكشف معلومات لا ينبغي أن تكون إلا في يد الله، وبالتالي فهي أداة شيطان.
دعى الأساقفة في جزر مايكرونيزيا لحظر التجمعات التي تتحدث مع الشياطين باستخدام ألواح الويجا.

### العلم
إنتُقدت ظاهرة الويجا من العديد من العلماء باعتبارها خدعة استجابة فكرية حركية. وقد تم عمل دراسات متنوعة، ودراسة تأثير ألواح الويجا في مختبر وتبين أنه تحت ظروف المختبر أن المواد كانت تتحرك لا إرادياً.

## أهم المستخدمين
- ويليام بتلر ييتس استلهم الكثير من الشعر من ألواح الويجا.[6]
- جيمس ميريل.
- رومانو برودي سياسي إيطالي: إدعى رئيس الوزراء الإيطالي السابق رومانو برودي تحت القسم أنه في جلسة تحظير الأرواح التي عقدت سنة 1978 مع أساتذة آخرين من جامعة بولونيا من أجل تهجئة اسم الشارع الذي كان مختطفاً به ألدو مورو من قِبل الألوية الحمراء.
- أليس كوبر مغني الروك الشهير والذي اختار اسم فرقته من الويجا.